# 모리 마사아키 (1961년)
모리 마사아키(일본어: 森 正明, 1961년 7월 12일 ~ )는 일본의 전 축구인, 정치인이다.

## 국가대표팀 경력
그는 1988년 기린컵에 참가할 일본 국가대표팀에 발탁되었으며, 6월 2일 중국와의 경기에서 데뷔했다. 그는 1989년까지 국제 A매치 통산 8경기에 출전했다.

## 통계
| 일본 | 일본 | 일본 |
| 연도 | 출전 | 득점 |
| ---- | ---- | ---- |
| 1988 | 1    | 0    |
| 1989 | 7    | 0    |
| 통산 | 8    | 0    |